# مليكة دومران
ماليكا دومران (ولدت 12 مارس 1956 في تيزى هيبل) مغنية جزائرية من أصل قبائلي.

## بدايتها
بدأت تغنى في عمر صغير، في المدرسة الثانوية بمنطقة أوزو. في عام 1969 حصلت على الميدالية الذهبية في المهرجان الجزائري. بعد تخرجها كممرضة بدأت تعمل في مستشفي لكن سرعان ما قررت أن تكرس حياتها مهنيًا للغناء، متحدية بذلك عادات عائلتها وقريتها.
في عام 1979 سافرت إلى فرنسا لإطلاق أول ألبوم غنائى لها بعنوان Tsuha الذي حقق أول نجاح حقيقى لها. أصدرت فيما بعد عدة ألبومات بأغانى تتسم بالثقافة النسائية، ولغة بربرية. منذ عام 1994 قررت أن تعيش مع عائلتها في فرنسا.

## ألبوماتها
- (Tsuha (1979
- (Thayriw Themouth (1981
- (الفضة الزرقاء) (NostAlgérie (1998, Arcade Records: 59 '38) Asaru (2001) (Blue Silver)